# Alexander Cazin

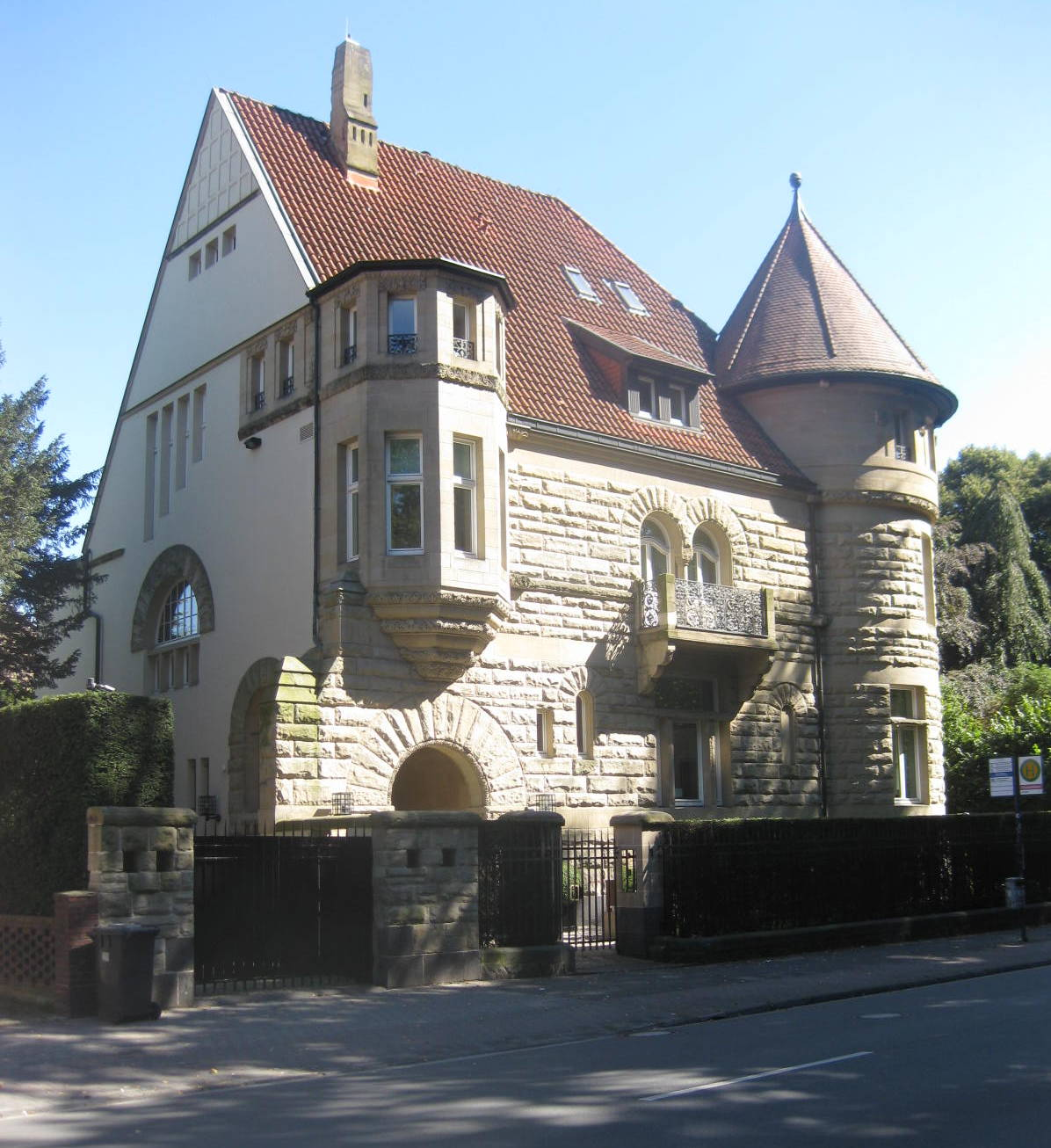
Villa Terfloth Kreuzschanze Münster

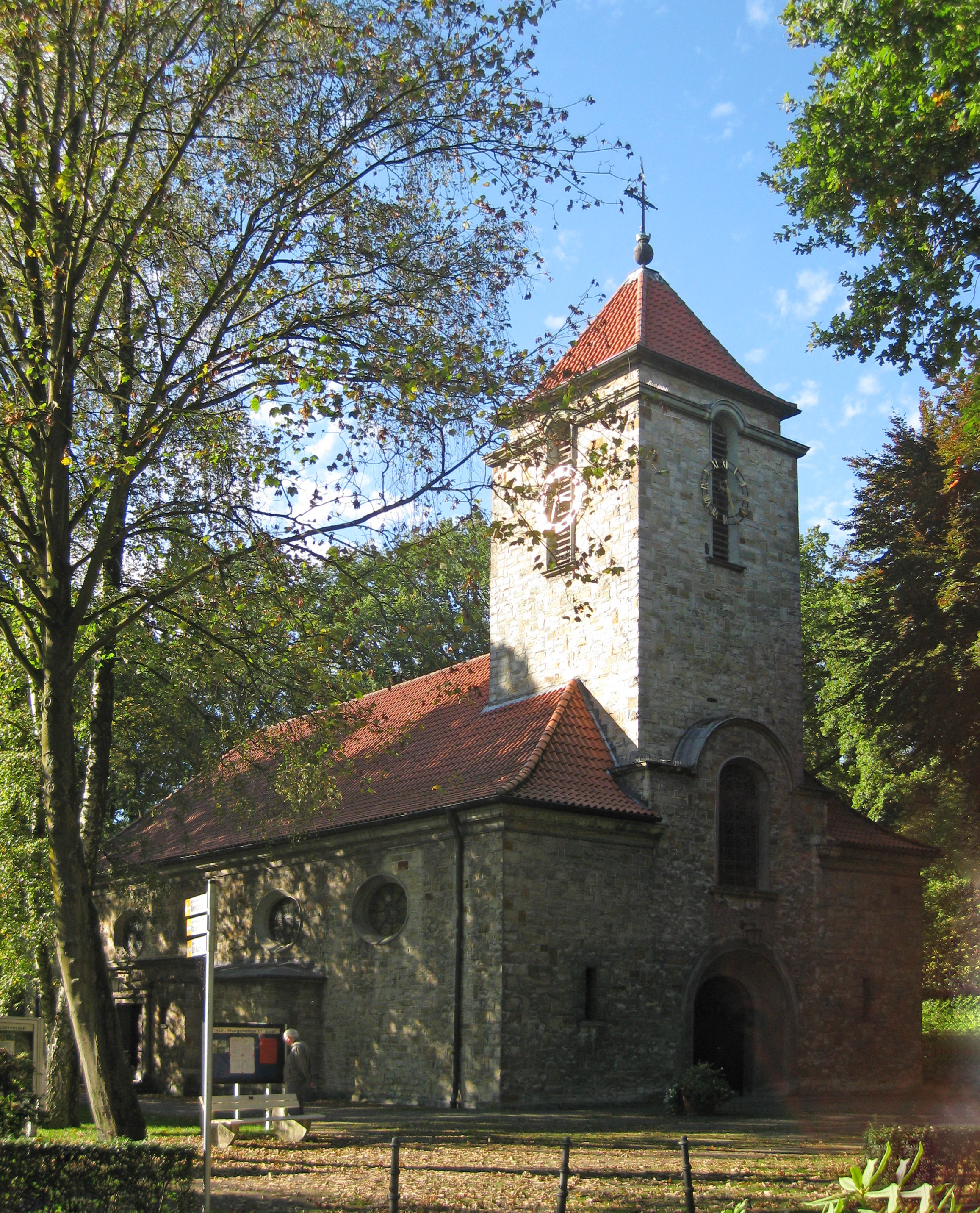
Kath. Pfarrkirche St. Josef, Bad Waldliesborn

Alexander Cazin (* 1. Juli 1857 in Münster; † 14. April 1944 in Weinähr) war ein deutscher Architekt. Er arbeitete 15 Jahre lang in Denver, USA, und errichtete später einige markante Bauten im Stadtbild seiner Heimatstadt Münster.

## Leben und Werk
Alexander Cazin wuchs im Haus Prinzipalmarkt 38 in Münster auf. Seine Eltern waren der Drucker und Verleger Franz Friedrich Cazin (* 1827 in Aachen; † 1908 in Upperclair, New Jersey, USA) und dessen Frau Bertha geb. Nasse (* 1830 in Soest; † 1876 in Münster). Der Vater betrieb eine Buchhandlung. 1864 zog die Familie Cazin mit ihren sechs Kindern in den Stadtteil St. Mauritz. 1867 verließ der Vater – vermutlich aus wirtschaftlichen Gründen – seine Familie und wanderte in die USA aus, wohin ihm die Kinder nach dem Tod der Mutter folgten.
Alexander Cazin, der in Münster das Zeichnen bei einem Architekten erlernt hatte, erreichte Denver (Colorado) im Jahr 1880. Er war dort für verschiedene Architekten (u. a. Robert S. Roeschlaub) tätig. Von 1884 bis 1894 war er selbständiger Architekt in einer Zeit schnellen wirtschaftlichen Aufstiegs der Stadt. Insgesamt führte er in dieser Zeit rund 25 Bauprojekte durch, u. a. 1887 das Mont’s Clair Richthofen Castle, mit Henry Dozier das College of sacred hearts (seit 1912: Regis College), sowie 1892 die Mount St. Gertrude Academy (Boulder County) mit Luther Hixon, von denen Bilder erhalten sind. Er lernte in Denver den nordamerikanischen Richardsonian Romanesque Baustil und modernen Krankenhausbau kennen.

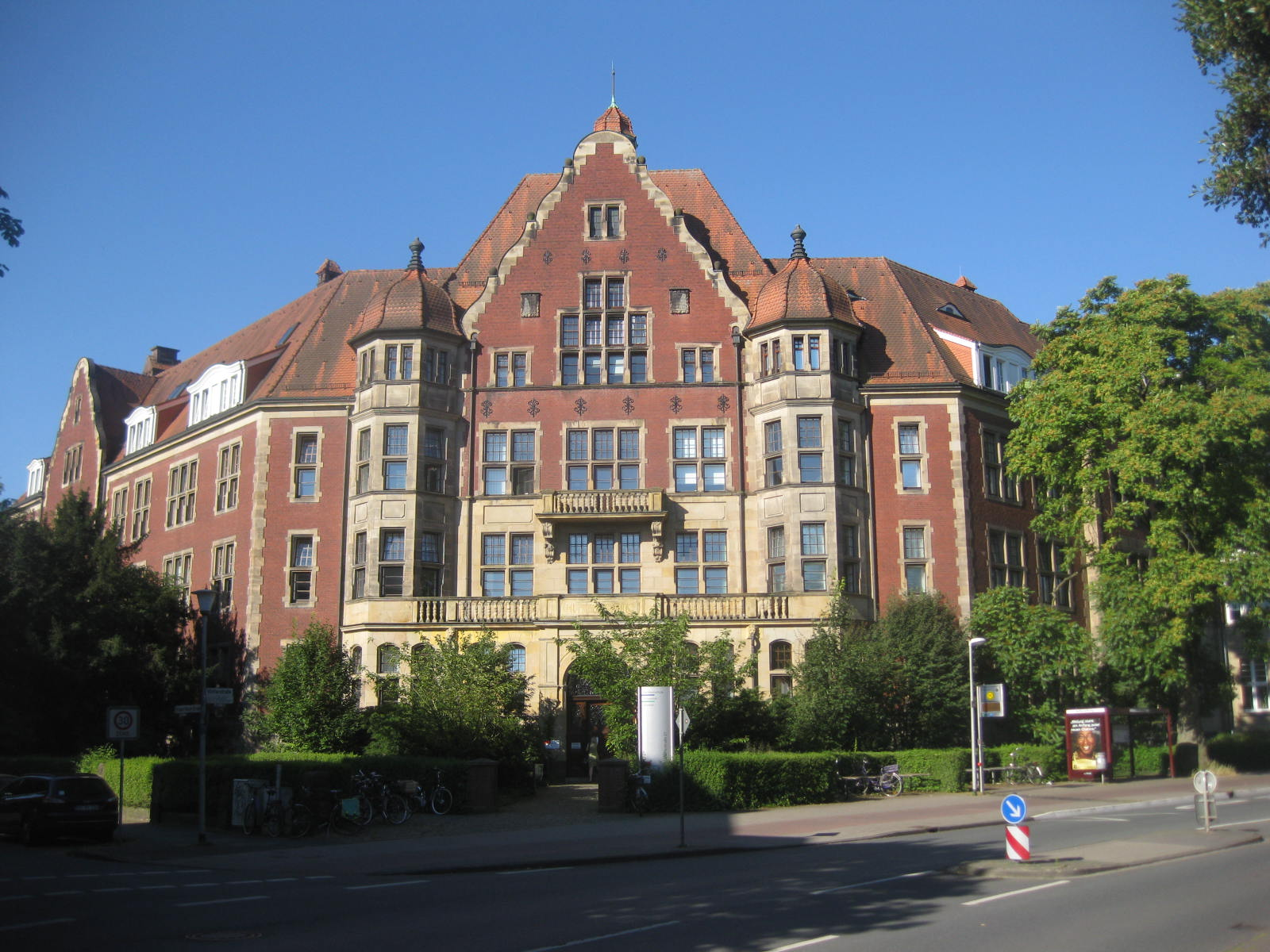
Orthopädische Klinik Hüfferstiftung, heute Verwaltung der Fachhochschule Münster

1895 kehrte er nach Münster zurück, wo er später seine in Amerika gemachten Erfahrungen in seine architektonischen Entwürfe einfließen ließ. Zunächst arbeitete er von 1896 bis 1900 im Architekturbüro von Johann Bernhard Schwarz. Ab 1901 war er selbstständiger Architekt. Er plante im selben Jahr die orthopädischen Klinik der Hüfferstiftung (1901 bis 1903) und 1911 das St.-Josef-Hospital in Bochum. 1904 war er Architekt der burgähnlichen Unternehmervilla Terfloth an der Kreuzschanze in Münster. Dieses Bauwerk machte nordamerikanische Architektur, vor allem des namhaften Architekten Henry Hobson Richardson (1838–1886) und dessen Vorliebe für die französische Romanik, in Münster bekannt. 1905 besuchte Wilhelm Büning Alexander Cazin in Münster und ließ sich durch dessen Bauten führen.
Das großzügige Wohn- und Geschäftshaus, das er 1901 im mittelalterlichen Stadtkern von Münster gegenüber der gotischen St.-Lamberti-Kirche auf dem Grundstück Alter Fischmarkt 1 errichtete, war ein Beitrag zum Aufbruch ins architektonische 20. Jahrhundert in Münster. Ähnlich das Verlagshaus Aschendorff östlich des Hauptbahnhofs (1913–1915) mit Alfred Hensen, das er auf das südliche Eckgrundstück am Bremer Platz als Wahrzeichen und Tor in die neue Vorstadt, das Hansaviertel, setzte.
Zum Ende seiner Architektenlaufbahn arbeitete Alexander Cazin auch für Wohnungsbaugesellschaften. Cazins Architekturbüro befand sich zunächst im Haus Südstraße 65, ab 1907 im Haus Hermannstraße 34a und schließlich, bis 1936, im eigenen Haus Jägerstraße 2 (kriegszerstört).

## Bauten und Entwürfe

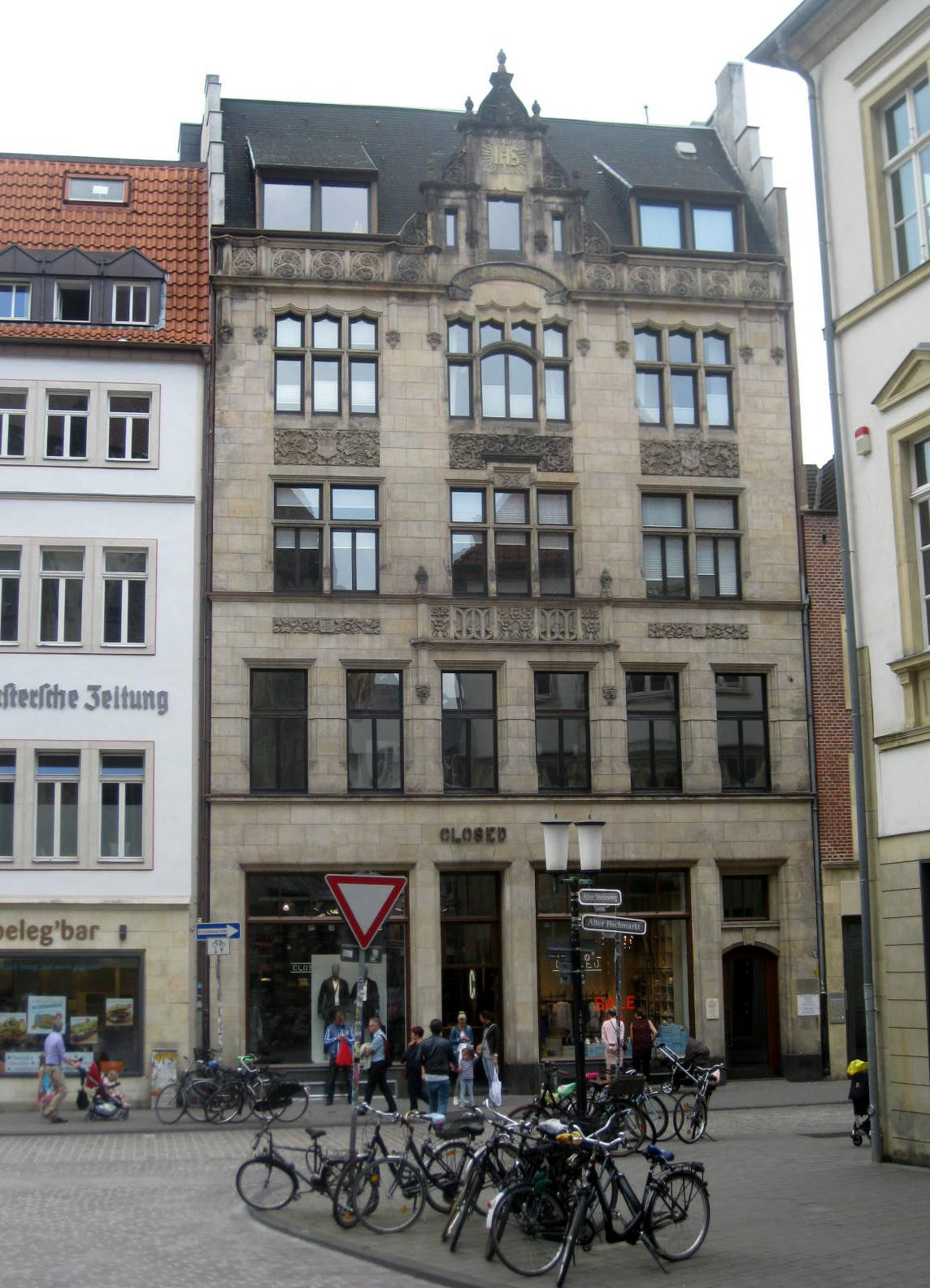
Geschäfts- und Wohnhaus auf dem Alten Fischmarkt 1 in der Altstadt von Münster

- 1887: Villa Richthofen Castle in Denver
- 1887: Hauptgebäude Regis College in Denver, mit Henry Dozier
- 1892: Mount St. Gertrude Academy (Boulder county), mit Luther Hixon
- 1901: Wohn- und Geschäftshaus des Zeitungsverlegers Fahle in Münster, Alter Fischmarkt 1
- 1901–1903: Orthopädische Klinik der Hüfferstiftung in Münster
- 1904: Villa Terfloth in Münster, an der Kreuzschanze
- 1911: St.-Josephs-Hospital in Bochum
- 1913–1915: Verlagshaus Aschendorff in Münster (mit Alfred Hensen)
- um 1925: Villa Becher in Münster (abgebrochen)
- 1930: katholische Pfarrkirche St. Joseph in Bad Waldliesborn bei Lippstadt (gemeinsam mit Heinrich Lohmann)